# Clôture parfaite
En mathématiques et plus précisément dans la théorie des extensions de corps, la clôture parfaite d'un corps est grosso modo une extension algébrique parfaite minimale. 

## Définition
Soit {\displaystyle K} un corps (commutatif). Une clôture parfaite {\displaystyle L} de {\displaystyle K} est une extension algébrique de {\displaystyle K}
telle que 
- {\displaystyle L} est un corps parfait et
- pour toute extension {\displaystyle F/K} avec {\displaystyle F} parfait, il existe un unique homomorphisme de {\displaystyle K}-extensions {\displaystyle L\to F}.

Notons que si une clôture parfaite existe, elle sera unique à isomorphisme unique près. Si {\displaystyle K} est lui-même parfait, alors il est sa propre clôture parfaite. 

## Existence
Une clôture parfaite de {\displaystyle K} existe et est unique à isomorphisme unique près.
En effet, on peut supposer {\displaystyle K} non-parfait (donc de caractéristique {\displaystyle p>0}). Fixons une clôture algébrique {\displaystyle \Omega } de {\displaystyle K}. Soit {\displaystyle L} l'ensemble des éléments radiciels de {\displaystyle \Omega } sur {\displaystyle K}. On sait que c'est une extension algébrique radicielle de {\displaystyle K}. Montrons que c'est une clôture parfaite. 
- D'abord {\displaystyle L} est parfait : tout élément {\displaystyle x} de {\displaystyle L} est une puissance {\displaystyle y^{p}} avec {\displaystyle y\in \Omega }. Il suit que {\displaystyle y} est radiciel sur {\displaystyle K} puisque {\displaystyle x} l'est. Donc {\displaystyle y\in L}. Donc {\displaystyle L} est parfait.
- Soit {\displaystyle F/K} est une extension avec {\displaystyle F} un corps parfait. Pour tout {\displaystyle a\in L}, il existe {\displaystyle n\in \mathbb {N} } tel que {\displaystyle a^{p^{n}}=\alpha \in K}. Comme {\displaystyle F} est parfait, il existe un unique {\displaystyle b\in F} tel que {\displaystyle b^{p^{n}}=\alpha }. On vérifie aisément que la correspondance {\displaystyle a\mapsto b} établit un homomorphisme de {\displaystyle K}-extensions {\displaystyle L\to F}. De plus pour tout homomorphisme {\displaystyle \phi :L\to F} de {\displaystyle K}-extensions, {\displaystyle \phi (a)^{p^{n}}=\phi (\alpha )=\alpha =b^{p^{n}}}, donc {\displaystyle \phi (a)=b}. Ce qui prouve l'unicité.

La clôture parfaite est aussi appelée clôture radicielle, ce qui est cohérent avec les propriétés ci-dessus. Elle est notée {\displaystyle K^{p^{-\infty }}}.

## Critère de séparabilité deMacLane
Soit {\displaystyle K}  un corps de caractéristique {\displaystyle p>0}. Soit {\displaystyle K^{p^{-\infty }}} sa clôture parfaite dans une clôture algébrique {\displaystyle \Omega } de {\displaystyle K}. Alors une sous-extension {\displaystyle E} de {\displaystyle \Omega /K} est séparable si et seulement elle est linéairement disjointe de {\displaystyle K^{p^{-\infty }}} sur {\displaystyle K}. 

## Référence
N. Bourbaki, Éléments de mathématique, Algèbre, Masson, 1981, chap. V 